# Campeonato Mundial de Atletismo de 2023 - 400 m masculino
A disputa na modalidade 400 metros rasos masculino no Campeonato Mundial de Atletismo de 2023 fora realizada entre os dias 20 e 24 de agosto no Centro Atlético Nacional em Budapeste, na Hungria. Ao todo, 48 corredores de 36 Comitês Olímpicos Nacionais estavam previstos a participarem do evento.
Na terceira semifinal, o campeão olímpico de 2022, Steven Gardiner, e o medalhista olímpico Bayapo Ndori pararam no meio da corrida devido a lesões nos tendões da coxa.

## Recordes
Antes da competição os recordes eram os seguintes:
| Recorde                                       | Atleta & CON                | Marca | Localidade              | Data                   |
| --------------------------------------------- | --------------------------- | ----- | ----------------------- | ---------------------- |
| Recorde mundial                               | Wayde van Niekerk (RSA)     | 43.03 | Rio de Janeiro, Brasil  | 14 de agosto de 2016   |
| Recorde do campeonato                         | Michael Johnson (USA)       | 43.18 | Sevilha, Espanha        | 26 de agosto de 1999   |
| Recorde do ano                                | Steven Gardiner (BAH)       | 43.74 | Székesfehérvár, Hungria | 18 de julho de 2023    |
| Recorde da África                             | Wayde van Niekerk (RSA)     | 43.03 | Rio de Janeiro, Brasil  | 14 de agosto de 2016   |
| Recorde da Ásia                               | Youssef Ahmed Masrahi (KSA) | 43.93 | Pequim, China           | 23 de agosto de 2015   |
| Recorde da América do Norte, Central e Caribe | Michael Johnson (USA)       | 43.18 | Sevilha, Espanha        | 26 de agosto de 1999   |
| Recorde da América do Sul                     | Anthony José Zambrano (COL) | 43.93 | Tokyo, Japan            | 2 de agosto de 2021    |
| Recorde da Europa                             | Thomas Schönlebe (GDR)      | 44.33 | Rome, Italy             | 3 de setembro de 1987  |
| Recorde da Oceania                            | Darren Clark (AUS)          | 44.38 | Seul, Coreia do Sul     | 26 de setembro de 1988 |

O seguinte recorde foi estabelecido durante esta competição:
| Recorde        | Marca | Atleta     | CON | Data                 |
| -------------- | ----- | ---------- | --- | -------------------- |
| Recorde do ano | 9.83  | Noah Lyles | USA | 20 de agosto de 2023 |

## Medalhistas
| Ouro                     | Prata                               | Bronze               |
| Antonio Watson · Jamaica | Matthew Hudson-Smith · Grã-Bretanha | Quincy Hall · Canadá |

## Tempo de qualificação
O tempo de qualificação para qualificar-se automaticamente a prova foi de 45.00 segundos.

## Calendário
A programação do evento, no horário local (UTC+2), era a seguinte:
| Data         | Horário | Rodada        |
| ------------ | ------- | ------------- |
| 20 de agosto | 10:25   | Eliminatórias |
| 22 de agosto | 21:00   | Semifinais    |
| 24 de agosto | 21:35   | Final         |

## Resultados

### Eliminatórias
Os 6 primeiros atletas de cada bateria e os próximos 6 mais rápidos qualificaram-se às semifinais. Os resultados foram os seguintes:
| Pos. | Bateria           | Corredor                  | CON               | Tempo | Notas           |
| ---- | ----------------- | ------------------------- | ----------------- | ----- | --------------- |
| 1    | 3                 | Håvard Bentdal Ingvaldsen | Noruega           | 44.39 | Q,              |
| 2    | 2                 | Wayde van Niekerk         | África do Sul     | 44.57 | Q               |
| 3    | 1                 | Steven Gardiner           | Bahamas           | 44.65 | Q               |
| 4    | 2                 | Matthew Hudson-Smith      | Reino Unido       | 44.69 | Q,              |
| 5    | 6                 | Bayapo Ndori              | Botswana          | 44.72 | Q               |
| 6    | 5                 | Antonio Watson            | Jamaica           | 44.77 | Q               |
| 7    | 1                 | Kentaro Sato              | Japão             | 44.77 | Q,              |
| 8    | 2                 | Liemarvin Bonevacia       | Países Baixos     | 44.78 | Q,              |
| 9    | 2                 | Busang Kebinatshipi       | Botswana          | 44.80 | q,              |
| 10   | 1                 | Attila Molnár             | Hungria           | 44.84 | Q,              |
| 11   | 5                 | Quincy Hall               | Estados Unidos    | 44.86 | Q               |
| 12   | 3                 | Vernon Norwood            | Estados Unidos    | 44.87 | Q               |
| 13   | 1                 | Zakithi Nene              | África do Sul     | 44.88 | Q               |
| 14   | 4                 | Kirani James              | Granada           | 44.91 | Q               |
| 15   | 6                 | Alexander Doom            | Bélgica           | 44.92 | Q,              |
| 16   | 4                 | Fuga Sato                 | Japão             | 44.97 | Q,              |
| 17   | 4                 | Sean Bailey               | Jamaica           | 44.98 | Q               |
| 18   | 1                 | Michael Joseph            | Santa Lúcia       | 45.04 | q               |
| 19   | 6                 | Zandrion Barnes           | Jamaica           | 45.05 | Q               |
| 20   | 4                 | Davide Re                 | Itália            | 45.07 | q,              |
| 21   | 5                 | Yuki Joseph Nakajima      | Japão             | 45.15 | Q               |
| 22   | 3                 | Jereem Richards           | Trinidad e Tobago | 45.15 | Q               |
| 23   | 4                 | Leungo Scotch             | Botswana          | 45.20 | q               |
| 24   | 3                 | Dylan Borlée              | Bélgica           | 45.24 | q               |
| 25   | 6                 | Lucas Carvalho            | Brasil            | 45.34 |                 |
| 26   | 6                 | Manuel Sanders            | Alemanha          | 45.34 |                 |
| 27   | 3                 | Oleksandr Pohorilko       | Ucrânia           | 45.37 |                 |
| 28   | 3                 | João Coelho               | Portugal          | 45.38 |                 |
| 29   | 2                 | Elián Larregina           | Argentina         | 45.42 |                 |
| 30   | 5                 | Lythe Pillay              | África do Sul     | 45.58 |                 |
| 31   | 4                 | Dubem Nwachukwu           | Nigéria           | 45.60 |                 |
| 32   | 4                 | Gustav Lundholm Nielsen   | Dinamarca         | 45.66 | Recorde pessoal |
| 33   | 5                 | Lionel Spitz              | Suíça             | 45.69 |                 |
| 34   | 1                 | Aruna Dharshana           | Sri Lanka         | 45.70 |                 |
| 35   | 1                 | Bonface Ontugo Mweresa    | Quênia            | 45.91 |                 |
| 36   | 6                 | Matěj Krsek               | Chéquia           | 45.99 |                 |
| 37   | 3                 | Jonathan Jones            | Barbados          | 46.03 |                 |
| 38   | 6                 | Bryce Deadmon             | Estados Unidos    | 46.20 |                 |
| 39   | 5                 | Karol Zalewski            | Polónia           | 46.53 |                 |
| 40   | 5                 | Christopher O'Donnell     | Irlanda           | 46.76 |                 |
| 41   | 2                 | Alonzo Russell            | Bahamas           | 46.95 |                 |
|      | 5                 | Desean Anju L Boyce       | Barbados          | DNF   |                 |
| 2    | Anthony Zambrano  | Colômbia                  | DSQ               |       |                 |
| 4    | Carl Bengtström   | Suécia                    | DSQ               |       |                 |
| 3    | Ricky Petrucciani | Suíça                     | DNS               |       |                 |

### Semifinais
Os 2 primeiros atletas em cada bateria (Q) e os próximos 2 mais rápidos (q) se classificam para a final.
| Pos. | Bateria | Corredor                  | CON               | Tempo | Notas           |
| ---- | ------- | ------------------------- | ----------------- | ----- | --------------- |
| 1    | 1       | Antonio Watson            | Jamaica           | 44.13 | Q,              |
| 2    | 1       | Vernon Norwood            | Estados Unidos    | 44.26 | Q,              |
| 3    | 2       | Matthew Hudson-Smith      | Reino Unido       | 44.26 | Q,              |
| 4    | 3       | Quincy Hall               | Estados Unidos    | 44.43 | Q               |
| 5    | 2       | Kirani James              | Granada           | 44.58 | Q               |
| 6    | 1       | Wayde van Niekerk         | África do Sul     | 44.65 | q               |
| 7    | 2       | Håvard Bentdal Ingvaldsen | Noruega           | 44.70 | q               |
| 8    | 1       | Jereem Richards           | Trinidad e Tobago | 44.76 |                 |
| 9    | 2       | Fuga Sato                 | Japão             | 44.88 | Recorde pessoal |
| 10   | 3       | Sean Bailey               | Jamaica           | 44.94 | Q               |
| 11   | 1       | Kentaro Sato              | Japão             | 44.99 |                 |
| 12   | 1       | Attila Molnár             | Hungria           | 45.02 |                 |
| 13   | 3       | Yuki Joseph Nakajima      | Japão             | 45.04 | Recorde pessoal |
| 14   | 2       | Liemarvin Bonevacia       | Países Baixos     | 45.23 |                 |
| 15   | 3       | Davide Re                 | Itália            | 45.29 |                 |
| 16   | 2       | Zandrion Barnes           | Jamaica           | 45.38 |                 |
| 17   | 1       | Michael Joseph            | Santa Lúcia       | 45.50 |                 |
| 18   | 3       | Alexander Doom            | Bélgica           | 45.57 |                 |
| 19   | 2       | Dylan Borlée              | Bélgica           | 45.59 |                 |
| 20   | 3       | Zakithi Nene              | África do Sul     | 45.64 |                 |
| 21   | 1       | Leungo Scotch             | Botswana          | 45.96 |                 |
| 22   | 2       | Busang Kebinatshipi       | Botswana          | 46.39 |                 |
| 23   | 3       | Steven Gardiner           | Bahamas           | DNF   |                 |
| 23   | 3       | Bayapo Ndori              | Botswana          | DNF   |                 |

### Final
A final fora disputada às 21h35 do dia 24 de agosto. Este fora o resultado:
| Pos.              | Corredor                  | CON            | Tempo | Notas           |
| ----------------- | ------------------------- | -------------- | ----- | --------------- |
| Medalha de ouro   | Antonio Watson            | Jamaica        | 44.22 |                 |
| Medalha de prata  | Matthew Hudson-Smith      | Reino Unido    | 44.31 |                 |
| Medalha de bronze | Quincy Hall               | Estados Unidos | 44.37 | Recorde pessoal |
| 4                 | Vernon Norwood            | Estados Unidos | 44.39 |                 |
| 5                 | Sean Bailey               | Jamaica        | 44.96 |                 |
| 6                 | Håvard Bentdal Ingvaldsen | Noruega        | 45.08 |                 |
| 7                 | Wayde van Niekerk         | África do Sul  | 45.11 |                 |
|                   | Kirani James              | Granada        | DSQ   |                 |

Legenda
| Recorde mundial       | Recorde mundial (World record)               |                       | Recorde africano                      | Recorde africano (African) |                                           | Q | Classificado por posição (Qualified) |
| Recorde do campeonato | Recorde do campeonato (Championship record)  | Recorde da América    | Recorde da América (Americas)         | q                          | Classificado por melhor tempo (Qualified) |   |                                      |
| Melhor marca do ano   | Melhor marca do ano (World leading)          | Recorde asiático      | Recorde asiático (Asian)              | DNS                        | Não largou (Did not start)                |   |                                      |
| Recorde nacional      | Recorde nacional (National record)           | Recorde europeu       | Recorde europeu (European)            | DNF                        | Não terminou (Did not finish)             |   |                                      |
| Recorde pessoal       | Recorde pessoal do atleta (Personal best)    | Recorde da Oceania    | Recorde da Oceania (Oceania)          | DSQ / DQ                   | Desclassificado (Disqualified)            |   |                                      |
| Recorde da temporada  | Recorde da temporada do atleta (Season best) | Recorde sul-americano | Recorde sul-americano (South America) | NM                         | Sem marca (No mark)                       |   |                                      |